# Првенство Јужне Америке у фудбалу 1967.
Првенство Јужне Америке 1967.  је било двадесет девето издање овог такмичења, сада познатог по имену Копа Америка. Првенство се играло у Уругвају од 17. јануара до 2. фебруара 1967. године. Ово је уједно било и прво првенство на коме су се играле квалификације. На првенству је учествовало шест екипа. Уругвај је 11. пут у историји освојио првенство. Друго место припало је Аргентини, а треће Чилеу. Луис Артиме, репрезентативац Аргентине, био је најбољи стрелац шампионата са пет постигнутих голова.

## Квалификације
У квалификацијама су играле четири репрезентације, две победничке репрезентације су се квалификовале за завршни турнир. Играло се по систему једна утакмица као домаћин а друга као гост и репрезентација за бољим количником је била победник и ишла на завршни турнир у Уругвај.
Квалификовали се
1.  Чиле

2.  Парагвај

Нису се квалификовали
3.  Колумбија

4.  Еквадор

| Чиле                                                         | 5–2 | Колумбија              |
| ------------------------------------------------------------ | --- | ---------------------- |
| Араја 7’ · Кампос 23’ · Прието 40’ (пен.), 49’ · Саведра 61’ |     | Гамбоа 71’ · Кањон 72’ |

| Колумбија | 0–0 | Чиле |
| --------- | --- | ---- |
|           |     |      |

Чиле је победио укупним резултатом са 5:2 и квалификовао се за првенство 1967.
| Еквадор                | 2–2 | Парагвај                       |
| ---------------------- | --- | ------------------------------ |
| Карера 56’ · Муњоз 58’ |     | Рохас 85’ (пен.) · Апокада 88’ |

| Парагвај                      | 3–1 | Еквадор   |
| ----------------------------- | --- | --------- |
| Мора 7’, 10’ · дел Пуерто 60’ |     | Муњоз 81’ |

## Учесници
На шампионату Јужне Америке учествовало је шест тимова: домаћин Уругвај, Боливија, Чиле, Парагвај, Аргентина и дебитант Венецуела. Колумбија и Еквадор нису успеле да се квалификују за шампионат. Перу и Бразил нису учествовали на турниру. Примењен је Бергеров систем и шампион је био тим који је сакупио највећи број бодова.
1.  Аргентина

2.  Уругвај

3.  Боливија

4.  Чиле

5.  Парагвај

6.  Венецуела

## Град домаћин и стадион
Извештаји и подаци о капацитету стадиона варирају. На оно што се може ослонити је податак да се почело са капацитетом од 60.000 па 70.000 све са доградњом до 90.000.
| Монтевидео         | Монтевидео |
| ------------------ | ---------- |
| Стадион Сентенарио |            |
| Капацитет: 65.235  |            |
|                    |            |

## Табела
| Репрезентација | И | Д | Н | И | ДГ | ПГ | ГР  | Бод. |
| -------------- | - | - | - | - | -- | -- | --- | ---- |
| Уругвај        | 5 | 4 | 1 | 0 | 13 | 2  | +11 | 9    |
| Аргентина      | 5 | 4 | 0 | 1 | 12 | 3  | +9  | 8    |
| Чиле           | 5 | 2 | 2 | 1 | 8  | 6  | +2  | 6    |
| Парагвај       | 5 | 2 | 0 | 3 | 9  | 13 | −4  | 4    |
| Венецуела      | 5 | 1 | 0 | 4 | 7  | 16 | −9  | 2    |
| Боливија       | 5 | 0 | 1 | 4 | 0  | 9  | −9  | 1    |

## Утакмице
| Уругвај                                                       | 4–0 | Боливија |
| ------------------------------------------------------------- | --- | -------- |
| Роча 5’ · М. Кастиљо 44’ · Тронкосо 55’ (а.г.) · Ојарбиде 81’ |     |          |

| Чиле            | 2–0 | Венецуела |
| --------------- | --- | --------- |
| Маркос 12’, 41’ |     |           |

| Аргентина                                              | 4–1 | Парагвај |
| ------------------------------------------------------ | --- | -------- |
| Мас 23’ · Бернао 71’ · Артиме 73’ · Албречт 89’ (пен.) |     | Мора 67’ |

| Уругвај                               | 4–0 | Венецуела |
| ------------------------------------- | --- | --------- |
| Урузменди 5’, 34’ · Ојарбиде 62’, 68’ |     |           |

| Аргентина  | 1–0 | Боливија |
| ---------- | --- | -------- |
| Бернао 67’ |     |          |

| Чиле                             | 4–2 | Парагвај                  |
| -------------------------------- | --- | ------------------------- |
| Гаљардо 9’, 44’ · Араја 72’, 81’ |     | Риверос 62’ · Апокада 85’ |

| Парагвај       | 1–0 | Боливија |
| -------------- | --- | -------- |
| дел Пуерто 14’ |     |          |

| Аргентина                                         | 5–1 | Венецуела   |
| ------------------------------------------------- | --- | ----------- |
| Артиме 18’, 65’, 88’ · Кароне 26’ · Марзолини 50’ |     | Сантана 72’ |

| Уругвај                 | 2–2 | Чиле                    |
| ----------------------- | --- | ----------------------- |
| Роча 15’ · Ојарбиде 68’ |     | Гаљардо 2’ · Маркос 37’ |

| Венецуела                              | 3–0 | Боливија |
| -------------------------------------- | --- | -------- |
| Сковино 59’ · Сантана 67’ · Равело 84’ |     |          |

| Аргентина                | 2–0 | Чиле |
| ------------------------ | --- | ---- |
| Сарнари 36’ · Артиме 80’ |     |      |

| Уругвај                   | 2–0 | Парагвај |
| ------------------------- | --- | -------- |
| Перез 32’ · Урузменди 66’ |     |          |

| Чиле | 0–0 | Боливија |
| ---- | --- | -------- |
|      |     |          |

| Парагвај                                              | 5–3 | Венецуела                             |
| ----------------------------------------------------- | --- | ------------------------------------- |
| Гонзалез 11’ · Рохас 16’, 29’ · Мора 22’ · Колман 81’ |     | Мендоза 3’ · Сантана 77’ · Равело 89’ |

| Уругвај  | 1–0 | Аргентина |
| -------- | --- | --------- |
| Роча 74’ |     |           |

## Листа стрелаца
На овом првенству укупно 27 стрелаца је постигло 49 голова, најбољи стрелац је био Луис Артиме са 5 постигнутих голова
5 голова
- Артиме

4 гола
- Ојарбиде

3 гола
- Гаљардо
- Маркос
- Урузменди
- Роча
- Р. Сантана

2 гола
- Бернао
- Араја
- Мора
- Х.К. Рохас
- Равело

1 гол
| - Кароне - Сарнари - Мас] - Албречт - Марзолини | - А. Гонзалез - дел Пуерто - Аопокада - Риверос - Колман | - Д. Перез - Кастиљо - Сковино - Л. Мендоза |

Own goal
- Тронкосо (за Уругвај)